# توأم مضمور

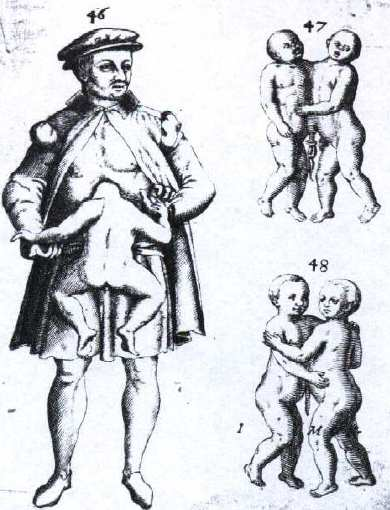
أحد أشكال التوأم المضمور

التوأم المضمور هو أحد أشكال التوأمة الطفيلية، حيث يكون «التوأم» الطفيلي مُشوًّهًا، وغير متماثل، وغير مكتمل. فهو يتكون عادة من أطراف أو أعضاء إضافية. فهو يعيش داخل الشخص المضيف معتمدًاعليه في نموه.
تحدث هذه الظاهرة عندما تنقسم البويضة المخصبة أو الجنين الذي يتكون جزئيًا بشكل غير كامل. وتكون النتيجة: إما ولادة شخصين كاملين يربط بينهما جزء من الجلد (التوائم الملتصقة / التوائم السيامية) أو شخص واحد لديه أجزاء إضافية تنتمي إلى التوأم المضمور.
إن معظم الأطراف الإضافية لا تقوم بوظائفها. وعلى الرغم من أنها قد يكون لديها عظام وعضلات ونهايات عصبية، فإنها لا تخضع لسيطرة الشخص المضيف. أما ولادة بعض الأشخاص بأصابع إضافية عن أصابع اليدين والقدمين الطبيعية (متعدد الأصابع)، فعادة ما يكون لها سبب وراثي أو كروموسومي، وليست إحدى حالات التوأم المضمور.